# Joel Douglas Hubbard

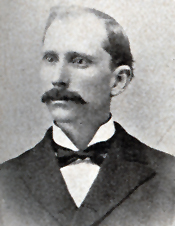
Joel Douglas Hubbard (1896)

Joel Douglas Hubbard (* 6. November 1860 bei Marshall, Saline County, Missouri; † 26. Mai 1919 in Tampa, Florida) war ein US-amerikanischer Politiker. Zwischen 1895 und 1897 vertrat er den Bundesstaat Missouri im US-Repräsentantenhaus.

## Werdegang
Joel Hubbard besuchte die öffentlichen Schulen seiner Heimat und das Central College in Fayette. Nach einem anschließenden Medizinstudium am Missouri Medical College in St. Louis und seiner 1882 erfolgten Zulassung als Arzt begann er in Syracuse in diesem Beruf zu arbeiten, den er dort bis 1886 ausübte. Gleichzeitig schlug er als Mitglied der Republikanischen Partei eine politische Laufbahn ein. Von 1886 bis 1894 war er als County Clerk bei der Verwaltung im Morgan County angestellt. Bei den Kongresswahlen des Jahres 1894 wurde Hubbard im achten Wahlbezirk von Missouri in das US-Repräsentantenhaus in Washington, D.C. gewählt, wo er am 4. März 1895 die Nachfolge von Richard P. Bland antrat. Da er im Jahr 1896 nicht bestätigt wurde, konnte er bis zum 3. März 1897 nur eine Legislaturperiode im Kongress absolvieren.
Nach seinem Ausscheiden aus dem US-Repräsentantenhaus studierte Hubbard Jura. Im Jahr 1899 wurde er als Rechtsanwalt zugelassen. Daraufhin begann er in Versailles in seinem neuen Beruf zu praktizieren. Außerdem wurde er im Bankgewerbe tätig. In den Jahren 1904 und 1905 war er wieder als Arzt in Sedalia beschäftigt. Anschließend kehrte er nach Versailles zurück, um wieder als Jurist und im Bankgeschäft zu arbeiten. Im Jahr 1917 zog Hubbard nach El Paso in Texas, wo er als Anwalt praktizierte. Er starb am 26. Mai 1919 in Tampa und wurde in Versailles beigesetzt.